# Berceau de la civilisation
Le berceau de la civilisation est une expression faisant référence à des régions du monde où l'on considère que les premières civilisations humaines virent le jour. Il n'y eut pas un unique berceau, mais plusieurs civilisations se sont développées de manière indépendante. Celles de Mésopotamie et d'Égypte sont les plus anciennes. D'autres civilisations ont vu le jour en Asie, le long de vallées fluviales, celles de l'Indus (Inde) et du fleuve Jaune (Chine).
En dehors de l'Asie et de l’Afrique, on reconnaît des berceaux de civilisation dans l'Amérique andine et en Mésoamérique.
Le terme a également été employé pour l'Anatolie, l'Arménie et l'Élam, considérant que les civilisations correspondantes sont les ancêtres d'autres plus récentes, à l'instar de la Grèce antique, considérée comme précurseur de la civilisation occidentale.
La notion de civilisation est définie par l'utilisation de l'écriture et l'existence de cités dotées d'une architecture monumentale,.

## Histoire du concept
Le concept de « berceau de la civilisation » a fait l'objet de nombreux débats. Le terme « berceau » signifiant « l'endroit ou la région où quelque chose s'est développé ou a été abrité à son stade antérieur », est attribué par le Oxford English Dictionary à Edmund Spenser en 1590. L'ouvrage de Charles Rollin, Ancient History, datant de 1734, mentionne que « l'Égypte a servi de berceau à la sainte civilisation ».
Le terme joue un rôle dans certains mythes nationaux. Il est utilisé dans les cultures occidentales et orientales, par le nationalisme hindou (In Search of the Cradle of Civilization: New Light on Ancient India, un livre de 1995 par Georg Feuerstein, Subhash Kak et David Frawley) et par le nationalisme taïwanais (Taïwan. Le berceau de la civilisation). Le terme apparaît aussi dans les ouvrages du courant ésotérique pseudohistorique, par exemple dans Le Livre d'Urantia ou dans le livre de pseudoarchéologie Civilization One (2004), relatif à la Grande-Bretagne mégalithique.
Le concept de « berceau de la civilisation » et les zones géographiques qui lui sont rattachées correspondent à celui de « civilisation-mère ». Il peut aussi être aussi être rapproché de la notion de « mother culture (en) » utilisée dans les pays de langue anglaise.

## L'émergence de la civilisation
Les premières cités à abriter plusieurs dizaines de milliers de personnes furent Memphis, en Égypte, et Uruk, en Mésopotamie, au XXXIe siècle av. J.-C.
Les temps historiques se distinguent de la Préhistoire lorsque « les traces du passé sont conservées au bénéfice des générations futures ». Cela s’accomplit par l'écriture. On considère souvent que l'émergence de la civilisation coïncide avec le développement de l'écriture. Avant l'écriture proprement dite, on trouve des systèmes de proto-écriture en Mésopotamie au IVe millénaire av. J.-C. Il existe des proto-écritures à Harappa, dans la vallée de l'Indus, aux alentours de 3300 av. J.-C., et des inscriptions en Chine, évoluant vers une écriture sur os d'animaux (du XIIe au Xe siècle av. J.-C.) Les systèmes d'écriture mésoaméricains naîssent au Ier millénaire av. J.-C.
Avant l'apparition de documents écrits, l'émergence des civilisations anciennes est cernée par les traces archéologiques qui documentent leurs aspects matériels. Vere Gordon Childe définissait le développement de la civilisation comme étant précédé par deux révolutions successives. D'abord, la révolution néolithique, entrainant le développement de communautés stables, et, ensuite, la révolution urbaine, qui voit émerger des peuplements denses, des groupes sociaux spécialisés, des classes sociales, l'exploitation des surplus, et, à la fin, des bâtiments publics monumentaux et l'écriture. Quelques-uns de ces aspects sont parfois manquants. Ainsi le peuplement dense n’est pas attesté en Égypte ancienne, non plus que dans l'aire de la civilisation maya. Les Incas n'avaient pas d'écriture, alors que, à l'inverse, il existe des constructions établies, semble-t-il, en l'absence de tout peuplement. Par exemple à Poverty Point, en Louisiane, des chercheurs ont établi que des cultures principalement nomades s'étaient organisées pour construire des monticules destinés à des peuplements saisonniers dès 3400 av. J.-C.

## Des berceaux multiples
On a supposé autrefois que la civilisation était née dans le croissant fertile avant de se répandre dans le reste du monde. L'archéologie moderne montre que plusieurs civilisations sont apparues indépendamment sur les différents continents, à différentes époques. Les communautés sédentaires et nomades ont continué à beaucoup interagir ; il n’y eut pas de distinction absolue entre les deux types de groupes culturels. Le concept de « berceau de la civilisation » s'appuie sur le fait qu'il existe un endroit où des habitants sont venus construire des villes, créer des systèmes d'écriture, tout en créant des structures sociales complexes impliquant un système de classes sociales.
Les chercheurs identifient six foyers où les civilisations ont émergé indépendamment les unes des autres,,,,,,, :
- la Mésopotamie
- la vallée du Nil
- la vallée de l'Indus
- la grande plaine de Chine du Nord
- les Andes centrales
- la Mésoamérique

## Ancien monde

### Mésopotamie

Carte de la Mésopotamie.

L'un des peuplements les plus notables de l'époque Néolithique précéramique A est la ville de Jéricho, en actuelle Palestine, dont on pense qu'elle fut la première ville du monde. Peuplée vers 8500 av. J.-C., elle est fortifiée vers 6800 av. J.-C.,,.
En Mésopotamie, la zone située entre le Tigre et l'Euphrate présente des sols fertiles et dispose d'eau pour l'irrigation. Les civilisations qui naquirent à cet endroit sont les premières connues. C'est pourquoi la Mésopotamie est souvent considérée comme le berceau de la civilisation. La période d'Obeïd (env. 6500 à 3800 av. J.-C.) s'est développée dans cette plaine alluviale,. C'est durant la période d'Obeïd que commence le mouvement d'urbanisation. L'agriculture et l'élevage étaient largement pratiqués dans les communautés sédentaires, notamment dans le nord de la Mésopotamie, et une agriculture intensive irriguée commençait à être pratiquée dans le Sud. Eridu est le site sumérien le plus anciennement établi durant cette période, aux environs de 5300 av. J.-C., et la création de la cité d'Ur date de la fin de la période. Dans le Sud, la période d'Obeïd s'étend de 6500 à 3800 av. J.-C. La période d'Uruk lui succède, de 4000 à 3100 av. J.-C.,.
Nommée d'après la ville d'Uruk, la période d'Uruk voit l'émergence de la vie urbaine en Mésopotamie et, durant sa période finale, l'émergence graduelle de l'écriture cunéiforme. La proto-écriture date, dans la région, de 3500 av. J.-C. environ, les premiers textes étant datés de 3300 av. J.-C. L'écriture cunéiforme date de 3000 av. J.-C. environ. C'est durant la même période que la poterie peinte décline tandis que le travail du cuivre s'étend, en même temps que naissent les sceaux-cylindres. Les réseaux commerciaux d'Uruk s'étendent au reste de la Mésopotamie et jusqu'à la Ciscaucasie ; une organisation gouvernementale et une stratification sociale émergent, menant à la Période des dynasties archaïques, aux environs de 2900 av. J.-C.,,. Les premières ziggurats apparaissent vers la fin de la période des dynasties archaïques, dont les précurseurs architecturaux, sous forme de plateformes surélevées, datent de la période d'Obeïd. C'est durant la seconde phase de la Période des dynasties archaïques que le légendaire roi Gilgamesh aurait régné.
Eanatum, le roi sumérien du Lagash, crée un des premiers empires attestés de l'histoire, vers 2500 av. J.-C. Son voisin d'Élam, en actuel Iran, participe aussi au mouvement d'urbanisation durant le Chalcolithique. Les États élamites étaient parmi les principales forces politiques du Proche-Orient ancien. Les premiers témoignages d'écrits élamites remontent à 3000 av. J.-C., ceux des sumériens étant légèrement plus anciens,. Durant le IIIe millénaire av. J.-C., il se produit une symbiose culturelle très forte entre les Sumériens et les Akkadiens. La langue akkadienne remplace progressivement le sumérien en tant que langue orale entre le IIIe et le IIe millénaire av. J.-C. L'empire d'Akkad, parlant une langue sémitique, émerge vers 2350 av. J.-C. sous Sargon le Grand. L'empire akkadien atteint son apogée entre le XXIVe et le XXIIe siècle av. J.-C. Sous Sargon et ses successeurs, l'akkadien s'impose dans les États conquis tels Élam et le Gutium. Après la chute de l'empire, les peuples akkadiens de Mésopotamie se fondent probablement dans deux nations parlant la langue akkadienne, l'Assyrie, au Nord, et, quelques siècles plus tard, Babylone, au Sud,.

### Égypte

Extension territoriale maximale de l'Égypte antique.

Au VIe millénaire av. J.-C., une culture pratiquant le broyage du grain et utilisant le plus ancien type de lame de faucille connu remplace la culture de chasseurs, pêcheurs et cueilleurs le long de la vallée du Nil. Vers 5500 av. J.-C., de petites communautés vivant le long du Nil développent des cultures interdépendantes ; elles maîtrisent l'agriculture et l'élevage et sont identifiables par leurs poteries et leurs artefacts personnels caractéristiques, tels que des peignes, des bracelets et des perles. La plus importante de ces cultures anciennes en Haute-Égypte (partie méridionale) est celle de Badari. Elle est connue pour la haute qualité de ses céramiques, ses outils en pierre et son usage du cuivre. Le plus ancien élevage connu de bovins est attesté à Médinet el-Fayoum vers 4400 av. J.-C.. La culture de Badari est suivie par celle de Nagada, qui invente un certain nombre d'améliorations technologiques. Dès la plus ancienne période de la culture de Nagada, l'amratien ou Nagada I, les Égyptiens importent de l'obsidienne d'Éthiopie, qu'ils utilisent pour façonner des lames et autres objets (éclats),,,. Vers 3300, juste avant la Ire dynastie, la zone est partagée en deux royaumes, la Haute-Égypte au sud et la Basse-Égypte au nord.
La civilisation égyptienne succède à la seconde phase de la culture de Nagada, connue sous le nom de période de Gerzeh ou Nagada II, vers 3500 av. J.-C. La Haute et la Basse-Égypte sont unifiées vers 3150 av. J.-C.. La culture de Nagada II coïncide avec une période humide durant laquelle la production alimentaire est abondante. Avec la hausse de la disponibilité alimentaire, la population augmente et les sites de peuplement deviennent des villes de plus de 5 000 habitants. C'est à cette époque qu'on commence à utiliser des briques de terre et que la technique des arcades et des murs encastrés se développe. Le cuivre est utilisé en concurrence avec la pierre dans la confection des outils et des armes. L'argent, l'or, le lapis-lazuli et la faïence sont utilisés pour l'ornementation, et les palettes de broyage, utilisées pour le maquillage des yeux depuis l'époque de la culture de Badari, s'ornent de sculptures en relief. Les symboles sur les poteries de l'époque de Nagada II ressemblent aux hiéroglyphes égyptiens, faisant de la proto-écriture égyptienne une contemporaine de l'écriture proto-cunéiforme sumérienne. Il existe des preuves d'un contact précoce avec le Moyen-Orient, particulièrement Canaan et la côte près de Byblos, durant cette période. Parallèlement à ces progrès culturels, les sociétés et les villes du Haut-Nil entrent dans un processus d'unification ; il en est de même dans le delta du Nil (Basse-Égypte). C'est l'époque des guerres entre Haute et Basse-Égypte.
Le roi de Haute-Égypte, Narmer, défait ses ennemis de Basse-Égypte et unifie les deux zones en un seul royaume. Ce sont les débuts de l’Ancien Empire. Sous la première dynastie, la capitale est déplacée de Thinis à Memphis et l'Égypte est dirigée par un roi-Dieu. Abydos reste la principale ville sainte du Sud. Les principales caractéristiques de la culture égyptienne antique prennent forme à ce moment, art, architecture ainsi que de nombreux aspects de sa religion. Les institutions du royaume, fermement établies et maintenues par les pharaons, servent à contrôler l'exploitation des terres et des ressources ainsi que le travail des hommes, qui sont le fondement de la croissance et de la longévité de la civilisation égyptienne. Des avancées majeures en matière d'art, d'architecture et de technologie sont accomplies durant l'Ancien Empire (2700 à 2200 environ), rendues possibles par une administration centrale développée, alimentant la croissance de la productivité agricole et de la population[source insuffisante]. Certaines des plus importantes réalisations de l'Égypte ancienne, nécropole de Gizeh et Sphinx de Gizeh, datent de cette époque. Sous la direction du vizir, les fonctionnaires collectent les taxes, coordonnent les projets d'irrigation pour améliorer les rendements agricoles, dirigent les paysans qui travaillent aux diverses constructions et établissent un système judiciaire destiné à assurer l'ordre et la paix. Accompagnant la croissance de l'administration centrale, naît une classe éduquée de scribes et de fonctionnaires, lesquels reçoivent des biens accordés par le pharaon en paiement de leurs services. Les pharaons accordent également des dotations en terres aux temples locaux pour leur culte mortuaire afin qu'ils puissent continuer à l'honorer après sa mort. Les chercheurs pensent que cinq siècles de ces pratiques ont érodé lentement la puissance économique du pharaon et que l'économie ne pouvait plus entretenir une administration centrale de grande ampleur. Alors que le pouvoir du pharaon décline, les gouverneurs régionaux, appelés nomarques, commencent à en contester la suprématie. On suppose que cela, accompagné d'une sécheresse sévère entre 2200 et 2150 av. J.-C., fait entrer le pays dans une période de famine qui dure 140 ans, qu'on appelle la Première Période intermédiaire.

### Vallée de l'Indus

Indosphère : aire culturelle indienne.

Un des premiers sites néolithiques en Asie du Sud est Bhirrana (en), situé dans la zone du réseau fluvial de la Sarasvati dans l'actuel État d'Haryana, en Inde ; il est daté de 7600 av. J.-C. Parmi les sites anciens, on compte aussi Lahuradewa (en), dans la région du Gange central, et Jhusi (en), situé près de la confluence du Gange et de la Yamuna ; ces deux derniers datent d'environ 7000 av. J.-C., Le Néolithique précéramique à Mehrgarh s'étend de 7000 à 5500 av. J.-C. et le Néolithique à céramique dure jusqu'à 2600 av. J.-C., sa fin coïncidant avec les débuts de l'Âge du bronze. Mehrgarh est l'un des endroits les plus anciens où l'on trouve des preuves de l’existence de l’agriculture et de l'élevage en Asie du Sud,. Il est généralement admis que la culture de Mehrgarh s'est diffusée dans la vallée de l'Indus.
La civilisation de la vallée de l'Indus est précédée à partir de 3300 av. J.-C. par la période dite harappéenne précoce (de 3300 à 2600 av. J.-C.). L'exemple le plus ancien connu de proto-écriture de l'Indus date de cette période,, en même temps qu'émergent les citadelles représentatives du pouvoir centralisé et de l’augmentation de l'habitat urbain. Des réseaux commerciaux relient cette culture avec ses voisines régionales ainsi qu'à des sources d'approvisionnement plus lointaines, notamment pour le lapis-lazuli et les autres matériaux nécessaires à la fabrication de perles. À cette époque, les habitants maîtrisent déjà de nombreuses formes d'agriculture, celle du pois, du sésame, de la datte, du coton, ainsi que l'élevage, notamment du buffle,.
Vers 2600 av. J.-C. commence la phase de maturité harappéenne, avec de grands centres urbains, tels Harappa, Dholavira, Mohenjo-daro, Lothal et Rakhigarhi, ainsi que plus de mille villes et villages, le plus souvent de petite taille. De nouvelles techniques de production et de travail du cuivre apparaissent, et le travail de l'étain et du plomb atteint des niveaux avancés. Les systèmes d'égouts et de drainage utilisés dans les cités de la région de l'Indus sont beaucoup plus avancés que ceux des sites urbains contemporains du Moyen-Orient et même plus efficaces que ceux du Pakistan ou de l'Inde d'aujourd'hui. L'architecture avancée des peuples de cette époque se manifeste dans leurs impressionnants chantiers navals, greniers, entrepôts, plateformes en briques et murs de protection. Les murs massifs de la vallée de l'Indus protégeaient les populations des inondations et pouvaient sans doute être dissuasifs lors des conflits militaires.
Vers 1900 av. J.-C., les signes d'un déclin rapide apparaissent et, vers 1700 av. J.-C., la plupart des cités ont été abandonnées. Certains chercheurs pensent qu'une sécheresse et qu'un déclin du commerce avec l'Égypte et la Mésopotamie ont pu causer l'effondrement de la civilisation de l'Indus. L'arrivée des peuples Aryens dans la région est aussi à noter. La civilisation de la vallée de l'Indus a légué certains éléments aux sociétés suivantes.

### Chine

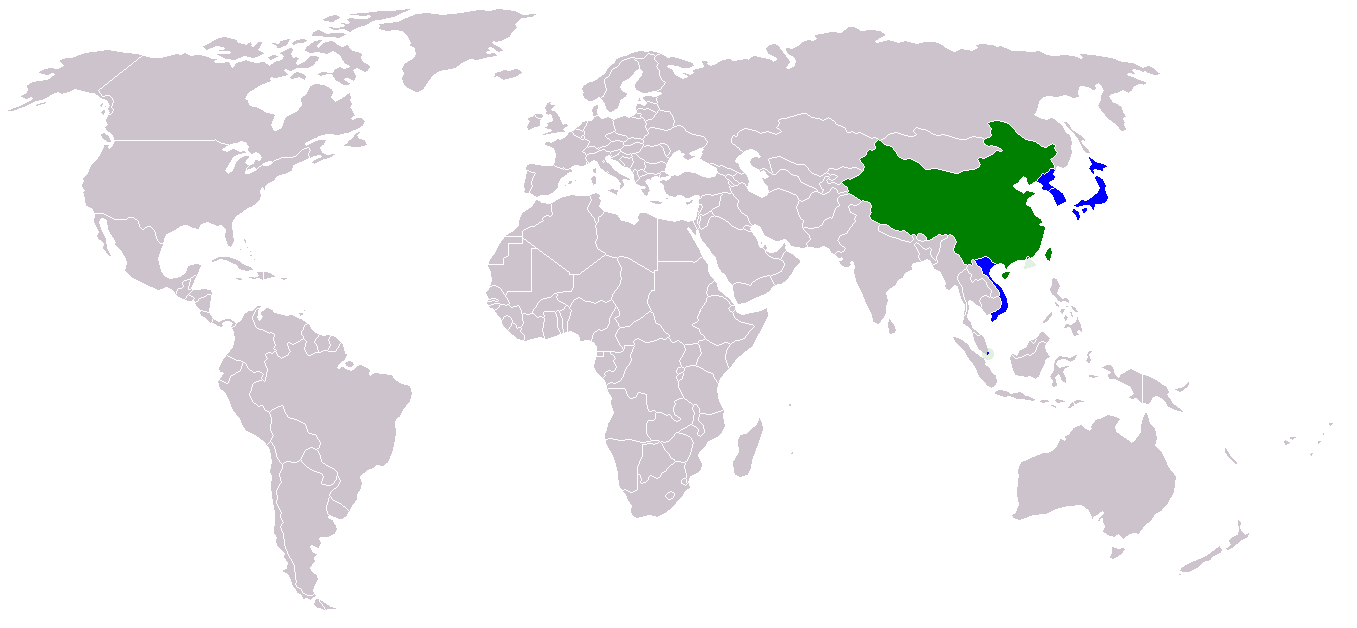
Chine continentale, Taïwan et pays en relation avec la culture chinoise et son histoire politique.

Les plus anciens témoignages de la culture du millet en Chine datent d'environ 6000 av. J.-C. et ceux de la culture du riz se trouvent à Chengtoushan, près du fleuve Yangzi, et datent de la même époque. Chengtoushan est aussi la ville fortifiée la plus ancienne de Chine. La révolution néolithique a donné naissance à la culture de Jiahu (7000 à 5800 av. J.-C.). Certains chercheurs ont suggéré que l'écriture jiahu (6500 av. J.-C.) est la plus ancienne forme de proto-écriture en Chine ; on considère en général que les symboles de Jiahu ne forment pas une véritable forme d'écriture, mais que leur utilisation durant une longue période a pu conduire à un système d'écriture à part entière. Les fouilles de Henan, dans la province de Xinzheng, un site de la culture de Peiligang, montrent qu'il exista à cet endroit une culture florissante entre 5500 et 4900 av. J.-C. ; on y trouve des traces d'agriculture, des bâtiments, des poteries et des tombes. Le développement de l’agriculture s'accompagne d'une croissance de la population, de la capacité à stocker et redistribuer les surplus agricoles et permet aussi la naissance de groupes sociaux spécialisés, artisans et administrateurs. Au Néolithique moyen, la vallée du Fleuve Jaune devient un centre important de la culture de Yangshao (5000 à 3000 av. J.-C.) et les premiers villages sont fondés. Plus tard, la culture de Yangshao est remplacée par la culture de Longshan, également centrée sur le Fleuve Jaune de 3000 à 2000 av. J.-C. Les plus anciens artefacts en bronze ont été trouvés dans des sites de la culture de Majiayao (3100 à 2700 av. J.-C.),.
La civilisation chinoise succède à la seconde phase de la culture d'Erlitou (1900 à 1500 av. J.-C.), laquelle est considérée comme le premier stade d'organisation étatique en Asie de l'Est. Un intense débat existe quant à savoir si Erlitou est en relation avec la dynasite légendaire de Xia. La dynastie de Xia (2070 - 1600 av. J.-C.) est la première décrite dans les documents chinois anciens, tels que les Annales de Bambou, publiées plus d'un millénaire plus tard durant la période de la Dynastie Zhou de l'Ouest. Quoique Xia soit un élément important dans l'historiographie chinoise, il n'existe pas de preuves archéologiques permettant de corroborer son existence. Erlitou voit un développement de la métallurgie du bronze et de l'urbanisation et devient rapidement un centre régional, abritant un complexe palatial qui montre l'existence d'une stratification sociale. La dynastie chinoise la plus ancienne pour laquelle nous disposons de traces écrites ténues est celle de Shang (1600 - 1046 av. J.-C.). Les plus anciens vestiges d'écriture ossécaille, servant sans doute à la divination, sont datés vers 1200 av. J.-C. Les inscriptions fournissant un aperçu de la politique, de l'économie, des pratiques religieuses et de la médecine de cette période sont plus tardives. La National Gallery of Art, un important musée américain, date la période du bronze en Chine d'environ 2000 à 771 av. J.-C., période qui commence avec la culture d'Erlitou et se termine brutalement avec l'effondrement de la dynastie Zhou de l'Ouest. La culture de Sanxingdui est une autre société de l'âge du bronze chinois, contemporaine de la dynastie de Shang, ayant développé des méthodes différentes de travail du bronze[source insuffisante].
La dynastie de Shang est suivie de celle de Zhou (de 1046 à 256 av. J.-C.). La succession de dynasties (cycle dynastique) est un élément central de l'histoire chinoise. Ces dynasties structurent l'histoire de la Chine, depuis ses débuts jusqu'à aujourd'hui, au travers de la succession des empires. Les empereurs légitimaient leur règne en invoquant un Mandat du Ciel,. Durant la dynastie de Zhou, l'écriture chinoise évolue vers une forme presque moderne, l'écriture des clercs, qui émerge à l'époque tardive de la période des Royaumes combattants. En 221 av. J.-C., la Chine est unifiée politiquement en un vaste empire centralisé, correspondant à la dynastie Qin, fondée par l'empereur Qin Shi Huang. Les dynasties qui se succèdent développent un système bureaucratique qui permet à l'empereur de Chine de gouverner un vaste territoire à partir d'un lieu central de pouvoir,.

## Nouveau monde

### Andes centrales

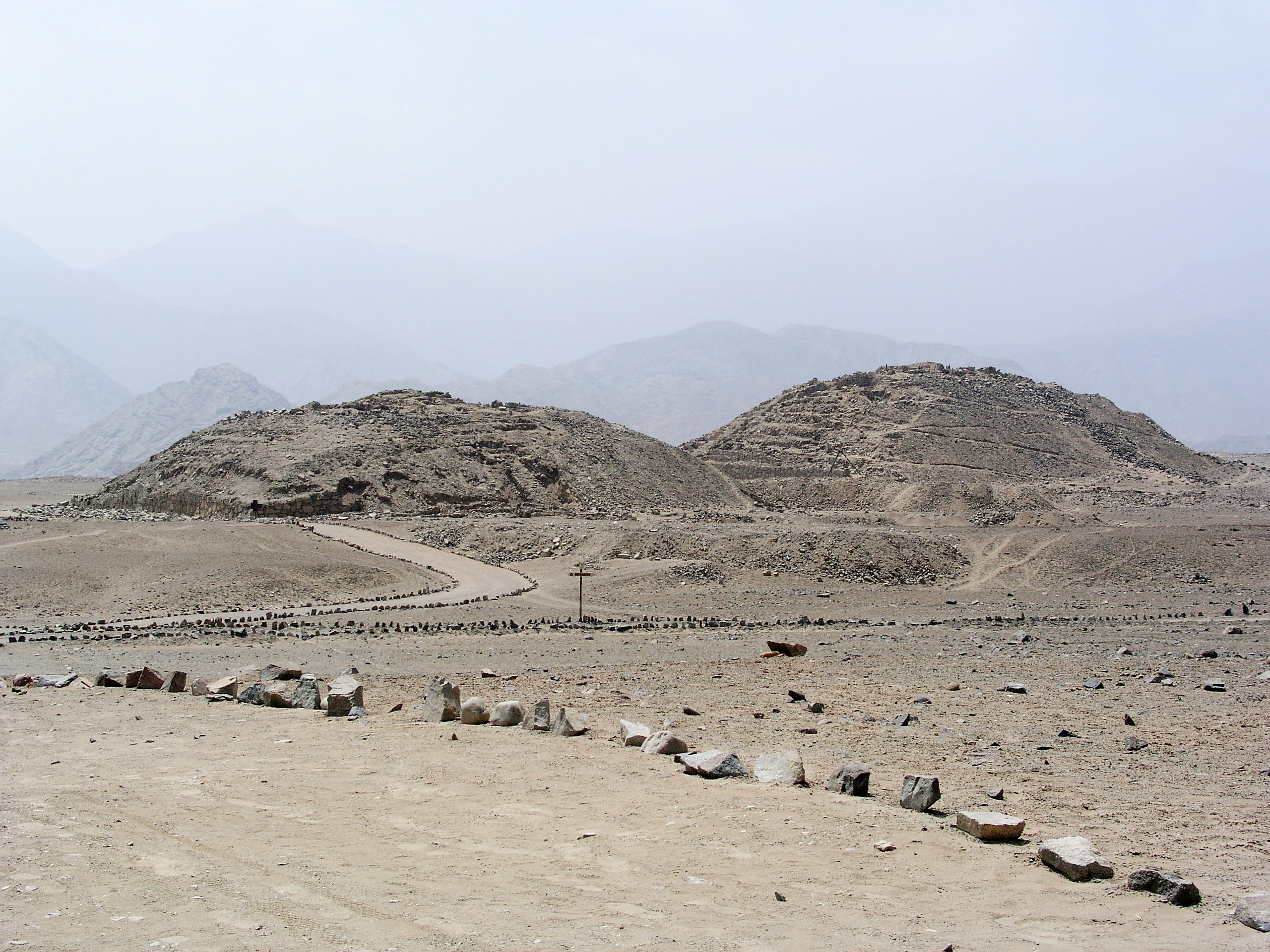
Caral, la plus ancienne civilisation connue des Amériques.

Les plus anciens témoignages d'agriculture dans la région andine datent de 4700 av. J.-C. à El Brujo et Paredones,,. Les canaux d'irrigation les plus anciens d'Amérique du Sud datent de 4700 à 2500 av. J.-C. dans la vallée de la Zaña, au nord du Pérou actuel. Les plus anciens sites urbains, d'Amérique du Nord et du Sud, sont datés de 3500 av. J.-C. ; ils se situent à Huaricanga, dans la vallée de la Fortaleza, dans le nord du Pérou actuel, et à Sechin Bajo (en), près de la rivière Sechín,.
La civilisation de Caral nait vers 3200 av. J.-C. ; c'est à ce moment qu'est clairement attesté un peuplement à large échelle et qu'apparaissent des constructions communautaires réparties sur de multiples sites. C'est la plus ancienne cité connue dans les Amériques. Elle fleurit à la confluence de trois cours d'eau, la Fortaleza, la Pativilca et la Supe. Chaque vallée recèle plusieurs groupes de sites. Plus au sud, quelques sites associés se trouvent dans la vallée de la Huaura.
Les implantations les plus notables sont la cité de Caral, le site de la période pré-céramique le plus grand et le plus complexe, ainsi qu'Aspero. La civilisation de Caral est inhabituelle car la céramique y manque complètement et elle n'a apparemment aucun art visuel. Elle propose toutefois d'impressionnantes réalisations architecturales, des plateformes terrassées et des places circulaires creusées, ainsi qu'une industrie textile avancée,. Par ailleurs, il n'existe pas de traces de structures défensives ou guerrières. À l'origine, on pensait que cette civilisation s'était développée en s’appuyant sur des ressources alimentaires tirées de la mer plutôt que sur la culture des céréales. Cette hypothèse du fondement maritime de la civilisation andine fait l'objet de vifs débats ; les chercheurs admettent désormais, pour la plupart, que l’agriculture joua un rôle central dans ces civilisations tout en concédant une forte dépendance alimentaire aux protéines venant des produits de la mer,,. Les  quipus, système d'enregistrement basé sur des cordelettes à nœuds, découverts à Caral, peuvent être considérés comme une forme de proto-écriture ; leur usage à Caral et dans les cultures andines ultérieures a été largement débattu. Par ailleurs, l'image d'un « dieu aux bâtons » a été trouvée sur une gourde ; c'est une déité majeure des cultures andines ultérieures et cette convergence religieuse suggère qu'il existe un lien culturel entre Caral et les civilisations qui suivirent,.
Vers 1800 av. J.-C., la civilisation de Caral commence à décliner, d'autres centres importants apparaissent au sud et au nord le long de la côte ainsi qu'à l'est, dans la cordillère des Andes. La céramique se développe dans le bassin amazonien et se diffuse dans la culture andine aux alentours de 2000 av. J.-C. La civilisation la plus importante qui émerge ensuite dans les Andes est la culture de Chavín, nommée d'après le site de Chavín de Huántar, dans les hautes-terres andines de l'actuelle région d'Ancash, au Pérou ; ce site date sans doute de 900 av. J.-C.

### Mésoamérique

Foyers de la civilisation Olmèque.

Les grottes de Coxcatlan (en), dans la vallée de Tehuacán (actuel Mexique), recèlent des preuves de l'existence de l'agriculture à cet endroit, datant de 5000 à 3400 av. J.-C. De la même manière, des sites, tel celui de Sipacate au Guatémala, contenaient des pollens de maïs datant de 3500 av. J.-C. On considère que la complète domestication du maïs date d'environ 2700 av. J.-C. À cette époque, les Mésoaméricains se partageaient probablement entre de petits campements de chasse et de grands villages temporaires. Ce qui deviendra la civilisation Olmèque plonge ses racines dans les premières cultures agricoles de piment, entre 5100 et 4600 av. J.-C.
L'émergence de la civilisation Olmèque est datée d'environ 1200 av. J.-C. Les premiers artefacts caractéristiques se trouvent dans la cité de San Lorenzo, dans l’actuel Mexique. Sa croissance est facilitée par l'écologie locale, caractérisée par des sols alluviaux bien arrosés, ainsi que par l’existence du réseau de communication lié au complexe fluvial de la rivière Coatzacoalcos. Cet environnement permet un peuplement dense, qui favorise l'émergence d'une élite sociale, laquelle crée une demande pour les objets luxueux et raffinés qui caractérisent la culture olmèque. Beaucoup de ces objets sont faits de matériaux tels que le jade, l'obsidienne et la magnétite, qui venaient de sources éloignées, ce qui permet de penser que l'élite olmèque eut tôt accès à un réseau extensif de commerce en Mésoamérique. L'aspect le plus connu de la culture olmèque est sans doute son art, particulièrement les têtes colossales.
La cité de San Lorenzo est presque complètement abandonnée vers 900 av. J.-C., à peu près au moment où La Venta monte en puissance. Une destruction massive des monuments de San Lorenzo intervient vers 650 av. J.-C. La Venta devient le centre de la culture olmèque, avec des constructions monumentales telle la « grande pyramide de La Venta », jusqu'à son abandon vers 400 av. J.-C., Les causes exactes du déclin des Olmèques sont incertaines. Entre 400 et 350 av. J.-C., la population de la moitié Est de la zone culturelle olmèque décroît brutalement. Ce phénomène résulte probablement de changements environnementaux qui rendent la région impropre au maintien de grands groupes d'agriculteurs, en particulier des changements dans le tracé des rivières dont ils dépendaient pour l'agriculture, la chasse, la cueillette et les transports. Ces changements ont sans doute été déclenchés par des mouvements tectoniques de soulèvement ou d'affaissement, ou par l’ensablement des rivières causé par les pratiques agricoles,. Quelques centaines d'années après l'abandon des cités olmèques, les cultures qui suivent sont fermement établies. Le site de Tres Zapotes, situé à l'ouest de la zone olmèque, est occupé dès avant 400 av. J.-C., mais ne présente pas les caractéristiques de la culture olmèque. Cette culture post-olmèque, souvent appelée « épi-olmèque », montre des traits culturels semblables à ceux d'Izapa, distant de quelque 500 km au sud-est.
La culture olmèque est parfois considérée comme la « culture mère » de la Mésoamérique ; c'est la première civilisation et elle a laissé de nombreuses bases aux civilisations qui la suivirent bien que l'influence olmèque sur les cultures mésoaméricaines ait été longuement discutée. Les pratiques introduites par les Olmèques comprennent les saignées rituelles et le jeu de balle mésoaméricain, traits culturels caractéristiques qu'on retrouve chez les Mayas et les Aztèques. Le système d'écriture mésoaméricain ne sera pleinement développé que plus tard ; toutefois, les céramiques olmèques tardives montrent des représentations, considérées comme des codex, apparentées à ce système.

## Frise chronologique
Le schéma suivant présente les dates approximatives de l’émergence des civilisations. Ce calendrier ne traite pas du début de l'habitat humain, du début des groupes ethniques ni du développement des cultures néolithiques qui se sont souvent manifestées beaucoup plus tôt que l'émergence des civilisations proprement dites.
Sources : 
- (en) « Egyptian Timeline », sur wsu.edu, Washington State University
- (en) « History Timeline », Université du Maryland
- (en) « Timeline of India », sur kamat.com
- (en) « Mesopotamian Timeline », sur wsu.edu, Washington State University, 1993

## Berceau de la civilisation occidentale
|             |
| Le Colisée. |

|             |
| L'Acropole. |

Il existe un consensus académique pour considérer que la Grèce antique est la culture qui pose les fondements de la culture occidentale : démocratie, art, théâtre, philosophie et science. On la considère donc comme le berceau de la civilisation occidentale,
,
,
,
,
,
,
,
,
,
.
Aux côtés de la Grèce, Rome est parfois considérée aussi comme le lieu de naissance ou le berceau de la civilisation occidentale, eu égard au rôle que la cité a joué en politique, républicanisme, lois, architecture, art de la guerre et christianisme occidental,
,
,
.